# كريستيان أورتيز
كريستيان أورتيز (بالإسبانية: Christian Ortiz) (20 مايو 1992 بروساريو في الأرجنتين - ) هو لاعب كرة قدم أرجنتيني في مركز الوسط. لعب مع إنديبندينتي ونادي راسينغ مونتيفيديو ونادي سبورتينغ كريستال وهوراكان وClub Deportivo Universidad de San Martín de Porres ‏.

## وصلات خارجية
- كريستيان أورتيز على موقع الدوري الأمريكي (الإنجليزية)
- كريستيان أورتيز على موقع قاعدة بيانات كرة القدم.إي يو (الإنجليزية)
- كريستيان أورتيز على موقع Soccerway.com (الإنجليزية)